# Provincia de Luis Calvo
La provincia de Luis Calvo es una provincia boliviana que se encuentra en el departamento de Chuquisaca, tiene como capital provincia a Villa Vaca Guzmán, antes denominada Muyupampa. Tiene una superficie de 13.299 km² y una población de 19.679 habitantes (según el Censo INE 2012). Su nombre proviene Luis Calvo Calvimontes, que fue presidente de Banco Central de Bolivia y presidente de la Cámara de Senadores de Bolivia. Nació en Sucre el 9 de agosto de 1879 y falleció en Chupispata, La Paz el 19 de noviembre de 1944.
Un error que se comete corrientemente es el de nominar como Muyupampa a la capital de la provincia de Luis Calvo, siendo así que su nombre verdadero es Villa Vaca Guzmán, por Ley del 14 de noviembre de 1947, y el nombre del cantón es Sapirangui, por Ley del 24 de noviembre de 1909, quedando al margen el nombre de Muyupampa, que era la antigua capital del cantón, empero, es el más conocido de todos. Para subsanar este constante error, se ha sugerido que se le dé este nombre al cantón, por ser más conocido que Sapirangui, que es el nombre de una comunidad de esa provincia, conservando el nombre de la capital, que fue dado en homenaje a Santiago Vaca Guzmán (1847-1896), un eminente hombre público del siglo XIX.

## Geografía
La provincia es una de las diez provincias que componen el departamento de Chuquisaca. Limita al norte con el departamento de Santa Cruz, al oeste con las provincias de Tomina y Hernando Siles, al sur con el departamento de Tarija y al este con la República del Paraguay.

## Demografía
De acuerdo con el censo boliviano de 2024, la población de la provincia de Luis Calvo es de 22 987 habitantes.
La población de la provincia ha aumentado en una cuarta parte en las últimas tres décadas:
| Año  | Habitantes | Fuente |
| ---- | ---------- | ------ |
| 1992 | 17.251     | Censo  |
| 2001 | 20.479     | Censo  |
| 2012 | 19.139     | Censo  |
| 2024 | 22.987     | Censo  |

## Municipios
La provincia de Luis Calvo está compuesta de 3 municipios, los cuales son:
- Villa Vaca Guzmán
- Huacaya
- Macharetí